# Copa de las Naciones de Saltos

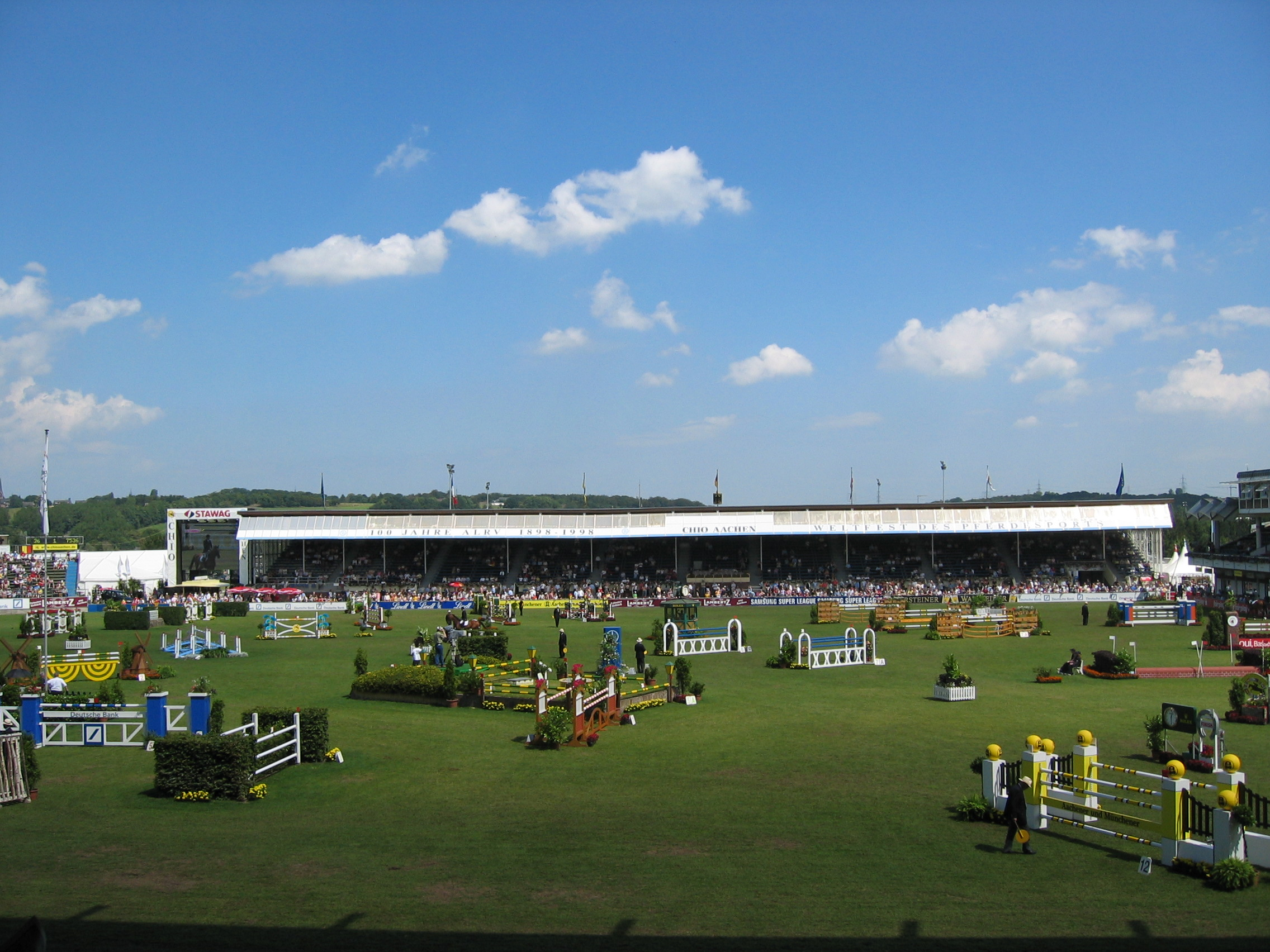
Concurso de Aquisgrán.

La Copa de las Naciones de Saltos (Nations Cup en inglés) es una competición de saltos que se celebra anualmente desde 1909. Se disputa en la modalidad de competición por equipos, siendo estos selecciones nacionales.
En la actualidad se denomina Furusiyya FEI Copa de Naciones (Furusiyya FEI Nations Cup en inglés) por motivos de patrocinio y es organizada por la Federación Ecuestre Internacional (FEI).

## Historia
Todo empezó con los concursos de Olympia (Londres), en pista cubierta, y de San Sebastián, en pista al aire libre, celebrados en 1909. En 1930 fue supervisada por primera vez por la Federación Ecuestre Internacional y constó ya de Berlín, Aquisgrán, Niza, Roma, Bruselas, Lisboa, Varsovia, Londres, Lucerna, Ginebra, Dublín, Boston, Nueva York y Toronto.
Tras la Segunda Guerra Mundial cambió varias veces de denominación (Trofeo de la Reina, Copa del Presidente, Trofeo del Príncipe Felipe), hasta que llegó la etapa de los patrocinadores, en 1987. Desde entonces, y dependiendo del patrocinador, se ha denominado Trofeo Gucci, Trofeo HCS, Copa de Naciones Samsung,  Samsung Super Liga (2003-2008) y Meydan FEI Copa de Naciones (2009-2010). En 2011 y 2012 no incluyó patrocinador en el nombre, y en 2013 volvió a incluirlo, pasando a denominarse Furusiyya FEI Nations Cup

## Formato de la competición
Hasta 2012 constaba de dos categorías, equivalentes a una primera división y a una segunda división. La primera era la Superliga o FEI Copa de Naciones propiamente dicha, mientras que la segunda se denominaba Promotional League, y en ella participaban los equipos que no estaban clasificados para hacerlo en la primera, además de los segundos equipos de los países que competían en la primera. En la Promotional League, los seis países mejor clasificados durante la temporada de Europa y el mejor de América del Norte y del Sur accedían a una prueba de ascenso, denominada FEI Nations Cup Promotional League Final, que en los últimos años se celebraba durante el Concurso de Saltos Internacional de Barcelona, ascendiendo a primera división el campeón y el subcampeón de dicha prueba. A su vez, los dos equipos peor clasificados de la Primera División descendían a la Promotional League la temporada siguiente.
No todos los años hubo dos ascensos y dos descensos entre la FEI Nations Cup y la FEI Nations Cup Promotional League, sino que en la temporada 2010 hubo cuatro descensos, ya que la Copa pasó de diez equipos a ocho en la temporada 2011:
| Temporada | Equipo campeón | Equipos descendidos            |
| --------- | -------------- | ------------------------------ |
| 2009      | Francia        | Bélgica, Italia,               |
| 2010      | Francia        | España, Suecia, Suiza, Polonia |
| 2011      | Alemania       | Países Bajos, Reino Unido      |
| 2012      | Alemania       | Francia, Irlanda               |

A partir del año 2013 el formato cambia, dividiéndose en 6 regiones a los competidores, con el propósito de que todos los equipos tengan igualdad de oportunidades de cara a alcanzar la nueva Furusiyya FEI Nations Cup Final, a disputar con ocasión del Concurso de Saltos Internacional de Barcelona.
Las seis regiones son:
- Europa: Dividida a su vez en dos divisiones.
- Norte América, América Central y Caribe.
- Sudamérica.
- Oriente Medio
- Asia y Oceanía.
- África

Teniendo acceso a la final 18 equipos:
- Los 6 mejores equipos de la primera división europea.
- Los 3 mejores equipos de la segunda división europea.
- Los 2 mejores equipos de Norte América, América Central, Caribe.
- Los 2 mejores equipos de Sudamérica.
- Los 2 mejores equipos de Oriente Medio.
- Los 2 mejores equipos de Asia/Oceanía.
- El mejor equipo de África.

Desde entonces, el Palmarés ha sido:
| Temporada | Campeón      | Subcampeón     | Tercero      |
| --------- | ------------ | -------------- | ------------ |
| 2013      | Francia      | Brasil         | Irlanda      |
| 2014      | Países Bajos | Canadá         | Suecia       |
| 2015      | Bélgica      | Reino Unido    | Países Bajos |
| 2016      | Alemania     | Reino Unido    | Francia      |
| 2017      | Países Bajos | Estados Unidos | Bélgica      |
| 2018      | Bélgica      | Francia        | Irlanda      |
| 2019      | Irlanda      | Bélgica        | Suecia       |
| 2021      | Países Bajos | Irlanda        | Bélgica      |
| 2022      | Bélgica      | Francia        | Suiza        |